# Phaeoura ianthina
Phaeoura ianthina är en fjärilsart som beskrevs av Frederick H. Rindge 1961. Phaeoura ianthina ingår i släktet Phaeoura och familjen mätare. Inga underarter finns listade i Catalogue of Life.